# Aventurischer Bote
Der Aventurische Bote (von den Mitspielern auch Der Bote genannt) ist ein Magazin für das Rollenspiel Das Schwarze Auge (DSA). Dokumentiert wird der Lauf der aventurischen Geschichte im Stil einer Zeitung. Die Redakteure aus der Spieleredaktion – früher Schmidt Spiele, später Fantasy Productions, heute Ulisses Spiele – werden hierbei von engagierten Spielern unterstützt, die eigene Artikel beisteuern. Der Bote ist weitgehend aus der Perspektive der Bewohner der Fantasiewelt Aventurien verfasst. Aktuell erscheint das Magazin im Umfang von sechs DIN-A3-Seiten alle zwei Monate.

## Inhalt
Ziel des Aventurischen Boten ist es, dem Spieler die Spielwelt lebendiger erscheinen zu lassen, als dies mit den bloßen Informationen in den Abenteuern möglich wäre. Zusätzlich findet man im Boten auch Fehlerkorrekturen zu DSA-Produkten und Regelvorschläge bzw. auch alternative Regeln. Nicht zuletzt diente der Kleinanzeigenteil des Boten – insbesondere vor der allgemeinen Verbreitung des Internets – als wichtiges Nachrichtenbrett und Kontaktmöglichkeit für DSA-Spieler. Der Aventurische Bote wurde seitens der DSA-Redaktion in mehreren Aktionen genutzt, um aktiv kreative Fans für nebenberufliche Autorentätigkeiten zu rekrutieren.
Bemerkenswert ist der Aventurische Bote 37, der – nach einem Staatsstreich in der aventurischen Geschichtsschreibung – als Satire erschien und im Stil von Boulevard-Zeitungen verfasst wurde.
Seit dem Boten 100 verlagerte sich das inhaltliche Gewicht immer mehr von der Information über den aventurischen Geschichtsverlauf hin zu allgemeinen Texten für Spielleiter, meist Anregungen für das Spielen, Hintergrundbeschreibungen oder kurze Abenteuerszenarios.

## Publikation
Der Erstausgabe des Aventurischen Bote erschien 1985 als vierseitige Publikation vom Format DIN A3, die in einer Auflage von 25.000 Exemplaren kostenlos verteilt wurde. Danach erschien der Bote als reguläre, abonnierbare Zeitschrift unter Schutzgebühr. Gedruckt wurde nun im Format DIN A4. Der jeweilige Umfang variierte über die Jahre zwischen 16 und 52 Seiten (Jubiläumsausgabe 100, erschienen im Jahr 2003). Die Jubiläumsausgabe 50 (und die folgende Ausgabe 51) des ursprünglich gänzlich schwarz-weiß gedruckten Boten enthielten einzelne Farbseiten.
Erscheinungsweise ist grob zweimonatlich.
Da Das Schwarze Auge sich zu einer erfolgreichen Produktlinie entwickelte und beständig seine Spielerschaft vergrößerte, gab es von den später eingestiegenen Fans den Wunsch, auf frühere Ausgaben des Aventurischen Boten Zugriff zu haben. Deswegen wurde von Verlagsseite 1989 unter dem Namen Kleinodien ein Heft publiziert, das die wichtigsten Artikel aus den ersten 20 Ausgaben des Magazins in überarbeiteter Form enthielt. Mit der Zeit gab es auch für spätere Ausgaben des Aventurischen Boten eine hohe Nachfrage in Fankreisen. Deswegen wurde die Serie Aventurisches Archiv konzipiert, in der alte Artikel des Aventurischen Boten redigiert und erneut veröffentlicht werden. Ausgabe 1 erschien Anfang 2001 und beinhaltete Artikel der Aventurischen Boten 23-36. Ausgabe 2 erschien Ende 2001 und umfasste die Boten 37-43, Ausgabe 3 erschien nach langer Unterbrechung Anfang 2005 (Boten 44-54), Ausgabe 4 erschien im Spätsommer 2006 (Boten 55-61), Ausgabe 5 im Dezember 2007.
Seit 2019 wird der von Johannes Kaub als Chefredakteur betreute Aventurische Bote im Format des Aventurischen Quartetts bei Youtube live vorgelesen und Artikel diskutiert. 